# Klon nagi

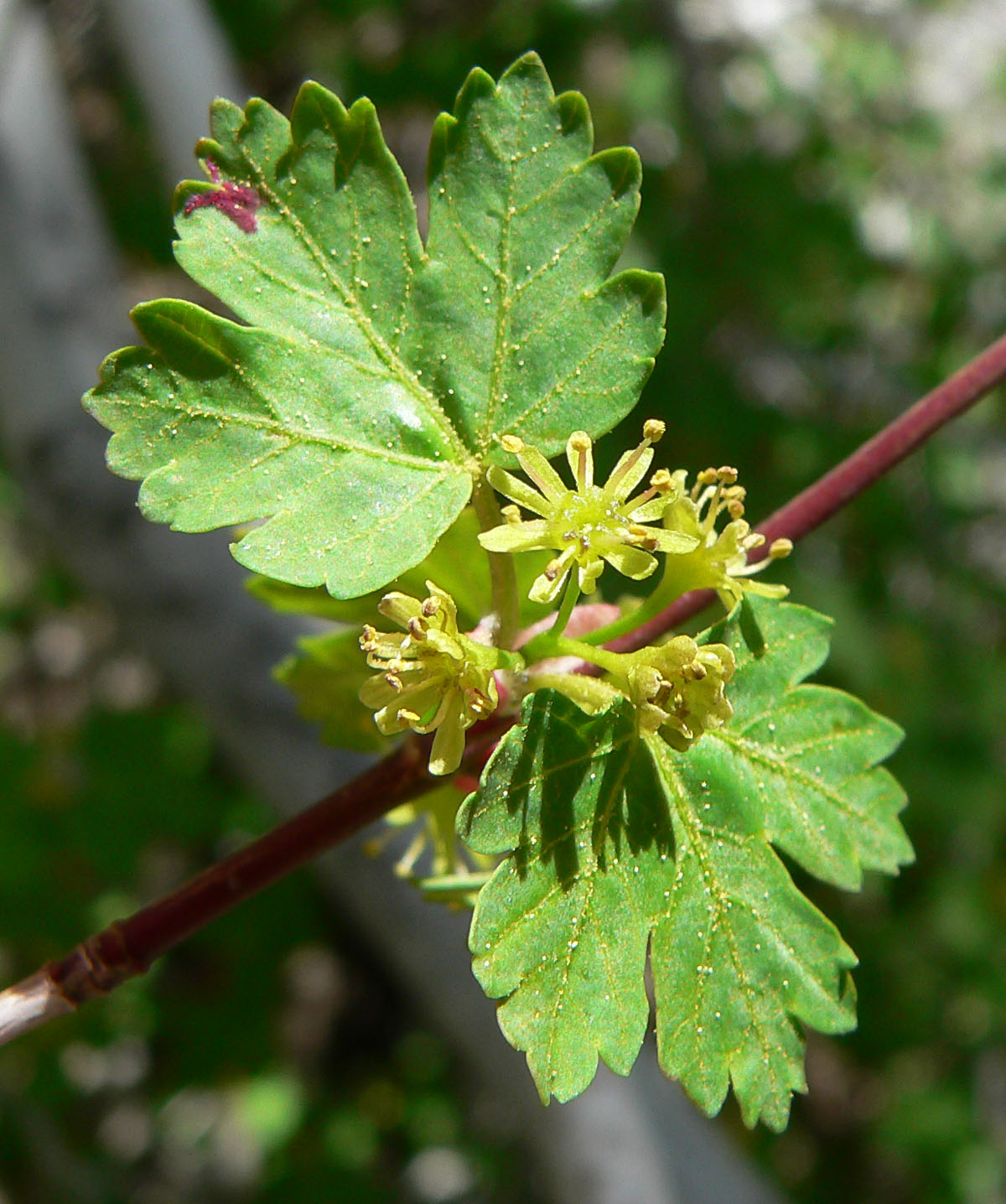
Kwiaty

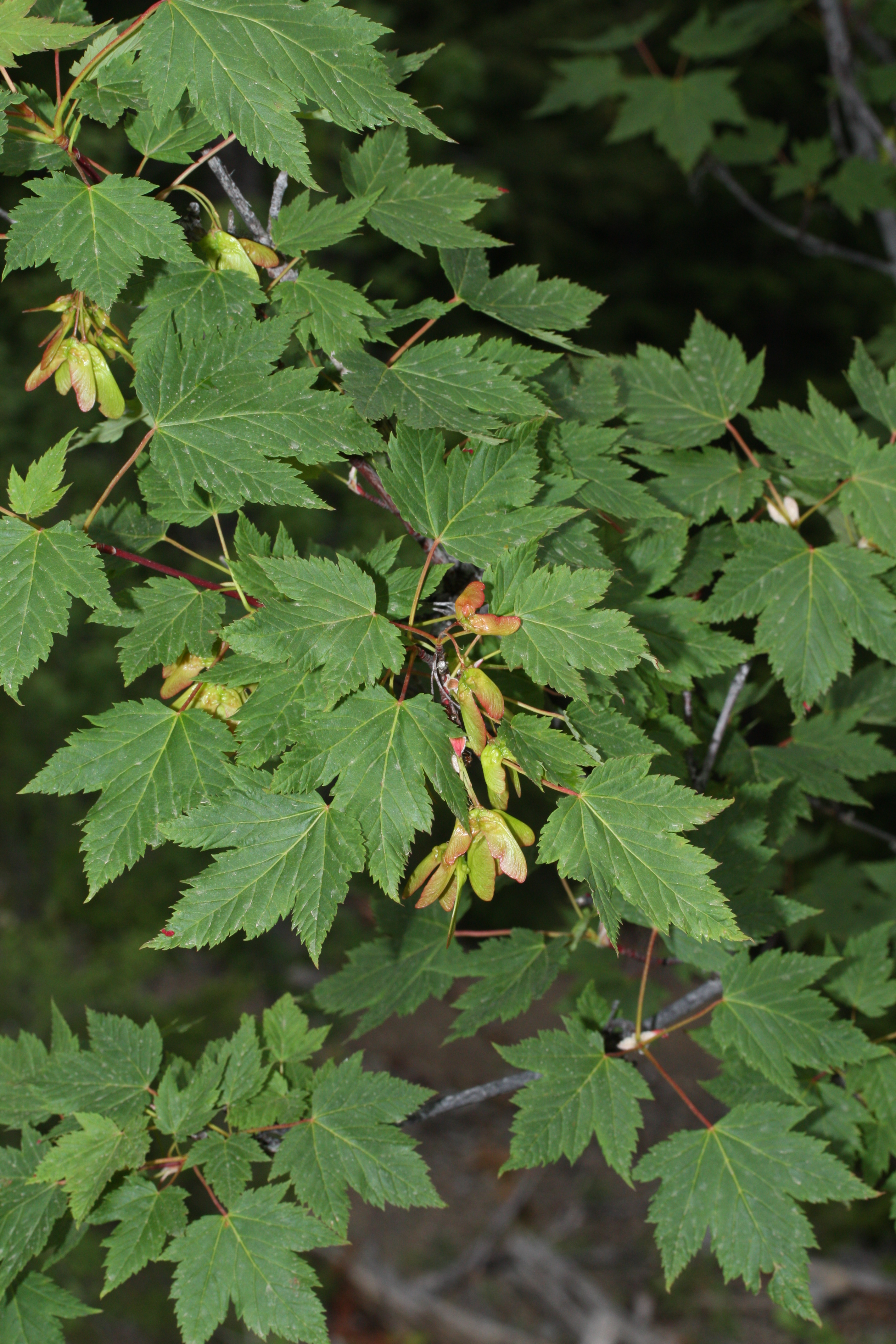
Roślina owocująca

Klon nagi (Acer glabrum Torr.) – gatunek rośliny z rodziny mydleńcowatych (Sapindaceae), sklasyfikowany w sekcji Glabra rodzaju klon (Acer). Małe drzewo lub krzew występujący naturalnie na terenach górskich w zachodniej części Ameryki Północnej. W Europie rzadko uprawiany w kolekcjach.

## Rozmieszczenie geograficzne
Klon nagi występuje w Stanach Zjednoczonych i Kanadzie. Jego zasięg obejmuje w Stanach Zjednoczonych południową Alaskę, Nebraskę, Kolorado, Idaho, zachodnią Montanę, Oregon, Waszyngton, Wyoming, Nowy Meksyk, północną Kalifornię, Nevadę, Utah. W Kanadzie występuje zaś w prowincji Alberta i Kolumbii Brytyjskiej. W Polsce jest rzadko spotykany. Można go obejrzeć między innymi w arboretum w Rogowie i w Kórniku.

## Morfologia
PokrójKrzew o wyprostowanych pędach zwykle poniżej 3 m wysokości lub małe drzewo o średnicy pnia do 20 cm, osiągające do 8 m wysokości, rzadko do 13 m. Korona jest wąska, tworzona przez wąskie i wyraźnie wznoszące się konary. Wszystkie części rośliny są nagie. Kora jest cienka, czerwonobrązowa. Młode pędy mają barwę czerwoną, dwuletnie są ciemnoczerwone lub czarniawe.
LiścieOsiągają 6–12 cm długości. Są 3–5 klapowe, zmiennego kształtu, choć zawsze wyraźnie trójdzielne, czasem nawet trójlistkowe. Brzegi mają podwójnie piłkowane, z klapami wniesionymi do góry. Nasada liścia jest sercowata. Wiosną liście są z wierzchu intensywnie zielone i błyszczące, od spodu są matowe, blado sinozielone. Latem tracą swój połysk, a jesienią przebarwiają się na jaskrawo żółtą barwę, pomarańczową lub purpurową. Liście są nagie lub rzadko i krótko, gruczołowato owłosione.
KwiatyMęskie lub żeńskie występują na różnych bądź tych samych roślinach. Drobne, żółto-zielone kwiaty zebrane są po kilka (mniej niż 10) w niewielkie, gęste baldachogrona. Kwitnienie następuje równocześnie z rozwinięciem liści. Niewielkie działki i płatki korony są żółtawozielone.
OwoceOwocami są skrzydlaki, ze skrzydełkami ułożonymi względem siebie pod kątem ostrym (45° do 80°). Mierzą 2–3 cm długości, skrzydełka mają do 1 cm szerokości. Orzeszki są wypukłe, na wierzchu pomarszczone, szybko brązowieją. Utrzymują się na roślinie do jesieni.

## Biologia i ekologia
Gatunek odporny na mróz – rośnie w strefach mrozoodporności od 3B do 7B. Występuje przeważnie w górach do wysokości 2800 m n.p.m. Na zachodnich obszarach Ameryki Północnej pojawia się na wilgotnych terenach – w niewielkich kanionach, w dolinach rzek i na stokach, położonych na wysokości 1200–1800 m n.p.m., zaś na południu kontynentu do 2700 m n.p.m. Rośnie zwykle pojedynczo lub w niewielkich skupiskach. Często spotykany jest wzdłuż strumieni górskich, u podnóża urwisk i stromych zboczy, zwykle na stanowiskach cienistych, bogatych w azot.
Gleba, na której rośnie jest zazwyczaj cienka, żwirowa, jałowa o odczynie kwaśnym lub obojętnym. Klon nagi należy do drzew wolno rosnących. Najczęściej rośnie w towarzystwie olszy zielonej, brzóz, topoli osikowej i świdośliw. Niekiedy współwystępuje wraz z iglastymi. Pojawia się w lukach w drzewostanie, na zrębach, w miejscach zarastających w wyniku sukcesji pierwotnej. Dobrze odrasta z odrostów po ścięciu pnia. Zarastając luki i poręby utrudnia rozwój światłolubnych gatunków iglastych.
Drewno klonu nagiego jest ciężkie, twarde. Ma wyraźny rysunek przyrostów rocznych barwy od białawej do jasnobrązowej.

## Uprawa
Klon nagi nadaje się do uprawy. Nasiona, zebrane jesienią, powinny być przechowywane w szczelnie zamkniętych naczyniach w chłodnym miejscu. Okres ich przechowywania nie może przekraczać 2 lat. Odsetek wzrastających w warunkach hodowlanych drzew z posianych nasion wynosi 80%. W warunkach naturalnych zaś odsetek ten wynosi 75%. Nasiona, posiane od razu po zebraniu jesienią, wzrastają na wiosnę. Mogą również być poddane stratyfikacji w piasku lub torfie nie dłużej niż 120 dni przy temperaturze 0–3 °C. Głębokość dołka podczas zasiewu powinna wynosić 4–5 cm.

## Zmienność
Wyróżnia się 6 odmian tego gatunku:
- A. glabrum var. diffusum (Greene) Smiley (syn. subsp. diffusum (Greene) A.E.Murray) – wschodnia Kalifornia, Nevada, Utah,
- A. glabrum var. douglasii (Hook.) Dippel (syn. subsp. douglasii (Hook.) Wesm.) – od południowej Alaski do stanów Waszyngton i Idaho na południu,
- A. glabrum var. glabrum (syn. subsp. glabrum) – Góry Skaliste, od stanu Montana do stanu Nowy Meksyk,
- A. glabrum var. greenei Keller – środkowa Kalifornia,
- A. glabrum var. neomexicanum (Greene) Kearney & Peebles (syn. subsp. neomexicanum (Greene) A.E.Murray) – Nowy Meksyk,
- A. glabrum var. torreyi (Greene) Smiley (syn. subsp. torreyi (Greene) A.E.Murray) – północna Kalifornia.

## Zastosowanie
Gatunek nie ma zastosowania komercyjnego. Rzadko uprawiany jest w kolekcjach, do Europy sprowadzony ok. 1882, na ziemiach polskich uprawiany od ok. 1935.